# 408년

## 연호
- 동진(東晉) 의희(義熙) 4년
- 고구려(高句麗) 영락(永樂) 18년
- 후진(後秦) 홍시(弘始) 10년
- 북위(北魏) 천사(天賜) 5년
- 남량(南凉) 가평(嘉平) 원년
- 북량(北凉) 영안(永安) 8년
- 남연(南燕) 태상(太上) 4년
- 서량(西凉) 건초(建初) 4년
- 북연(北燕) 정시(正始) 2년
- 하(夏) 용승(龍昇) 2년

## 기년
- 동진(東晉) 안제(安帝) 12년
- 북위(北魏) 도무제(道武帝) 23년
- 신라(新羅) 실성 마립간(實聖麻立干) 7년
- 고구려(高句麗) 광개토왕(廣開土王) 18년
- 백제(百濟) 전지왕(腆支王) 4년

## 사망
- 동로마 제국의 황제 아르카디우스